# Солдаты (Железногорский район)
Солда́ты — деревня в Железногорском районе Курской области. Входит в состав Андросовского сельсовета. 

## География
Расположена в центральной части района, в 9 км к юго-востоку от Железногорска на реке Черни, притоке Свапы. Высота над уровнем моря — 192 м. К югу от деревни расположено урочище Пустошь-Корень.

## История
В XVII—XVIII веках деревня входила в состав Речицкого стана Кромского уезда, располагаясь на его юго-западной окраине: граница уезда проходила по рекам Чернь и Свапа. В начале XVIII века деревней владел граф Василий Фёдорович Салтыков, который подарил её вместе с соседним сельцом Курбакино своей сестре — царице Прасковье Фёдоровне. Та, в свою очередь, пожаловала эти населённые пункты своему фавориту — Василию Алексеевичу Юшкову, после смерти которого в 1726 году, сельцо Курбакино и деревня Солдаты перешли во владение к его дочери — Прасковье Васильевне Самариной. В конце XVIII века деревня вошла в состав Дмитровского уезда Орловской губернии.
В 1866 году в бывшей владельческой деревне Солдаты было 11 дворов, проживал 181 человек (89 мужчин и 92 женщины), действовали 4 маслобойни. Здесь проходила дорога губернского значения из Михайловки в Кромы. В обязанность местных жителей входил её ремонт на небольшом участке, однако эта часть дороги проходила в настолько заболоченном месте, что брёвна всё время утопали в болоте, а насыпь размывалась Речицей и Чернью во время весеннего половодья. В 1861—1923 годах деревня входила в состав Веретенинской волости Дмитровского уезда. Деревня была частью прихода храма Николая Чудотворца села Гнань.
В 1926 году здесь было 37 дворов, проживало 170 человек (86 мужского пола и 84 женского), действовало кооперативное торговое заведение III-го разряда и ветеринарный пункт. В то время деревня входила в состав Курбакинского сельсовета Долбенкинской волости Дмитровского уезда. С 1928 года в составе Михайловского (с 1965 года Железногорского) района Курской области. 12 февраля 1929 года деревня была передана из Курбакинского сельсовета в новообразованный Остаповский сельсовет. В 1937 году в Солдатах было по-прежнему 37 дворов, действовала школа. Во время Великой Отечественной войны, с октября 1941 года по февраль 1943 года, деревня находилась в зоне немецко-фашистской оккупации. По состоянию на 1955 год входила в состав Андросовского сельсовета. В 1979—1984 годах деревня была административным центром Солдатского сельсовета.

## Население
| 1866 | 1926 | 1979 | 2002 | 2010 |
| ---- | ---- | ---- | ---- | ---- |
| 181  | ↘170 | ↗265 | ↘53  | ↘28  |